# Vin-ordenen
Vin-ordenen (Vitales) har følgende fællestræk: Sikarrene har plastider med proteinkrystalloider og stivelse. Bladene er tandede med kirtler på tænderne. Der er kun én familie i ordenen.
| Familier |

- Vin-familien (Vitaceae)